# Szerb Haladó Párt
A Szerb Haladó Párt (szerbül Српска напредна странка / Srpska Napredna Stranka) szerbiai párt, 2012 óta az ország vezető kormánypártja.

## Története

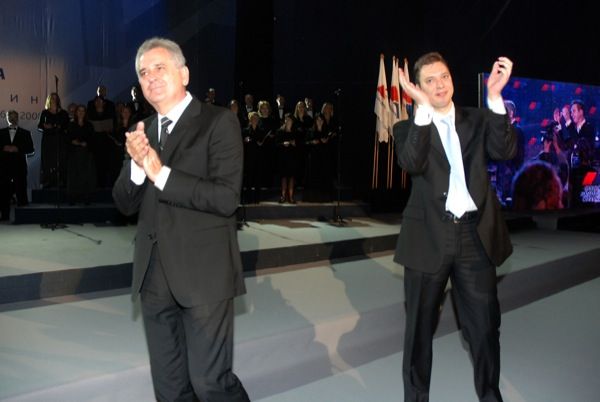
Tomislav Nikolić és Aleksandar Vučić az alapító kongresszuson

A pártot Tomislav Nikolić, a Szerb Radikális Párt (SRS) addigi alelnöke és de facto vezetője, valamint Aleksandar Vučić, korábbi hírközlési miniszter  alapította 2008-ban, miután összekülönböztek a hágai bíróságon letartóztatásban lévő Vojislav Šešelj pártelnökkel Szerbia és az Európai Unió (EU) stabilizációs és társulási egyezményének ratifikálása kérdésében. 19 kilépő képviselőtársával saját frakciót alakított a szerb parlamentben.
Az új ellenzéki párt elvitte az SRS korábbi szavazóinak nagy részét és 2009 szeptemberében az egyik legnépszerűbb párt volt az országban. A párt támogatta az európai uniós csatlakozást.
Az SNS 2012-ben megnyerte a parlamenti választásokat, de nem szerzett többséget, így koalícióra lépett a posztkommunista Szerb Szocialista Párttal, a miniszterelnök pedig a szocialista Ivica Dačić lett. Aleksandar Vučić, az SNS elnöke a miniszterelnök-helyettesi pozíciót kapta a kormányban, ám a szakértők egyhangú véleménye szerint Vučić irányította végig a háttérből a kormányt.
A kormány legfőbb programja az EU-csatlakozás, a Koszovóval való kapcsolatok normalizálása, a bűnözés és a korrupció elleni küzdelem, valamint a gazdasági reformok voltak.  A valóságban ebben az időszakban nem voltak gazdasági reformok, és a kormány még a neoliberális rendszert is folytatta, amelyet a Demokrata Párt kormánya hajtott végre 2008-ban.  Ez a kormány végül csaknem két évig volt hatalmon. 2014 elején az SNS és az SPS bejelentette, hogy a kormányt és a parlamentet feloszlatják "elégtelen politikai legitimitás" miatt. Január 29-én Nikolić elnök hivatalosan feloszlatta a parlamentet, és a következő parlamenti választásokat március 16-án tartották, melyeken az SNS az általa vezetett koalícióval abszolút többséget szerzett.
A későbbi években az SNS minden választást abszolút többséggel megnyert olyan koalíciók élén, melynek tagjai közt az SNS-en kívül helyet foglal többek között a Szerbiai Szociáldemokrata Párt, a Szerb Megújhodási Mozgalom és számos kisebb, önmagában jelentéktelen párt is. 2014 és 2017 között Aleksandar Vučić volt a miniszterelnök, őt azonban 2017-ben elnökké választották, így a kormányfői pozíciót Ana Brnabić kapta meg. Az ország ezzel de facto elnöki rendszerré vált. Az ellenzék, és számos politikai szakértő vélekedése szerint az SNS leépítette a demokráciát, és egy Oroszországhoz hasonló tekintélyelvű rendszert hozott létre. A 2020-as parlamenti választásokat a legtöbb ellenzéki párt bojkottálta, így az SNS Európában (Fehéroroszország után) a második legnagyobb parlamenti többséget szerezte meg.
2021-ben beolvadt az SNS-be a 2020-as választásokon az SNS-en, az SPS-en, és a kisebbségi pártokon kívül egyedüliként a törvényhozásba bejutott Aleksandar Šapić volt vízilabdázó és újbelgrádi polgármester által vezetett Szerb Hazafias Mozgalom. Šapić később az SNS színeiben Belgrád főpolgármestere lett.
Az SNS a 2022-es előrehozott választásokon az Együtt bármire képesek vagyunk koalíció élén ugyan elveszítette a parlamenti többségét, de az SPS-szel koalícióban ismét kormányt tudott alakítani. Ugyanekkor elnökválasztást is tartottak, melyet Vučić - akit az SNS-koalíción kívül az SPS is támogatott - már az első fordulóban megnyerte.
A 2023-as belgrádi lövöldözéseket követően erőszakellenes tüntetéssorozat kezdődött, aminek eredményeként Vučić feloszlatta a parlamentet, és az év decemberére újabb parlamenti választásokat írt ki. Az SNS vezette Szerbia nem állhat meg koalíció újra megszerezte a parlamenti többséget. A választás után újabb tüntetések kezdődtek, miután választási csalásról érkeztek hírek. Független megfigyelők később megállapították, hogy ugyan valóban voltak szabálytalanságok a választásokon, azok nem változtattak érdemben az eredményen.
A 2023-as választások után felálló kormány miniszterelnöke Ana Brnabić helyett Miloš Vučević lett.
A 2024-es önkormányzati választásokon az SNS, és az általa vezetett Szerbia Holnap koalíció 4 községet leszámítva mindenhol nyerni tudott.

## Választási eredmények
A 2012-es Szerbiai parlamenti választáson 24.05 százalékot ért el, ezzel 55 mandátumhoz jutott. Az előre hozott parlamenti választáson a párt a szavazatok 48,35%-át tudta megszerezni , és ezzel 131 mandátumot nyert. A 2016-os előre hozott parlamenti választáson 48.25 százalékot kapott, és ezzel 96 mandátumot szerzett.
| Választások | Szavazatok száma | Szavazatok aránya | Mandátumok száma | Mandátumok aránya | Parlamenti szerepe |
| ----------- | ---------------- | ----------------- | ---------------- | ----------------- | ------------------ |
| 2012-es     | 940 659          | 24,05%            | 58               | 23,20%            | kormánypárt        |
| 2014-es     | 1 736 920        | 48,35%            | 128              | 51,20%            | kormánypárt        |
| 2016-os     | 1 823 147        | 48,25%            | 93               | 37,20%            | kormánypárt        |
| 2020-as     | 1 953 998        | 60,65%            | 158              | 63,20%            | kormánypárt        |
| 2022-es     | 1 635 101        | 44,27%            | 95               | 37,60%            | kormánypárt        |
| 2023-as     | 1 783 701        | 48,07%            | 104              | 41,60%            | kormánypárt        |